# Les glaneurs et la glaneuse
Les glaneurs et la glaneuse, conocida en español como Los espigadores y la espigadora y Los cosechadores y yo, es un documental francés del año 2000 dirigido por Agnès Varda, enfocado en los espigadores, recolectores y personas que buscan alimentos y objetos entre la basura. A través del documental, Varda analiza y amplía el significado de "espigar", es decir, recuperar y reutilizar lo que otras personas no quieren.
En 2022, el documental fue incluido en la lista de Sight and Sound en el puesto 67 como una de las Mejores Películas de Todos los Tiempos.

## Sinopsis
Con una cámara digital, la cineasta Agnès Varda comienza un viaje a través de los campos y ciudades francesas para retratar a los recolectores que buscan comida, fruslerías y relaciones interpersonales, además de a traperos y recolectores urbanos, incluyendo al propietario de un salubre restaurante cuyos antecesores eran también recolectores. La película narra varios aspectos de la gente que recolecta y vive de la recolección, que incluye a un profesor, Alain, que compagina la recolección de vegetales en los mercados de la ciudad con la enseñanza de francés en un centro para inmigrantes, artistas que incorporan materiales reciclados en su trabajo, y abogados que estudian legalmente estos fenómenos de recolección.

## Premios y reconocimientos
| Año  | Organización                                    | Premio                       | Resultado |
| ---- | ----------------------------------------------- | ---------------------------- | --------- |
| 2016 | Cinema Eye Honors                               | The Influentials             | Ganador   |
| 2002 | Asociación de Críticos de Cine de Chicago       | Mejor documental             | Nominado  |
| 2002 | Sociedad Nacional de Críticos de Cine           | Mejor película de no ficción | Ganador   |
| 2002 | Sociedad de Críticos de Cine en Línea           | Mejor documental             | Nominado  |
| 2002 | Premio Chlotrudis                               | Mejor documental             | Ganador   |
| 2001 | Sociedad de Críticos de Cine de Boston          | Mejor documental             | Ganador   |
| 2001 | Sindicato Francés de Críticos de Cine           | Mejor película               | Ganador   |
| 2001 | Asociación de Críticos de Cine de Los Ángeles   | Mejor documental             | Ganador   |
| 2001 | Círculo de Críticos de Cine de Nueva York       | Mejor película de no ficción | Ganador   |
| 2001 | Festival Internacional de Cine de Santa Bárbara | Insight Award                | Ganador   |
| 2001 | Festival de One World                           | Mejor Película               | Ganador   |
| 2001 | Village Voice Film Poll                         | Mejor documental             | Ganador   |
| 2000 | Festival Internacional de Cine de Chicago       | Mejor documental             | Ganador   |
| 2000 | Premios de Cine Europeo                         | Mejor documental europeo     | Ganador   |
| 2000 | Festival de Cine Nuevo de Montréal              | Premio del Público           | Ganador   |
| 2000 | Viennale                                        | Premio del Jurado            | Ganador   |